# زناتة (ولاية تلمسان)
زناتة إحدى بلديات دائرة الحناية بولاية تلمسان الجزائرية.